# HD 10647 b
HD 10647 b – planeta, najprawdopodobniej gazowy olbrzym, orbitująca wokół gwiazdy HD 10647. Została odkryta w 2003 roku metodą pomiarów zmian prędkości radialnej. Jej masa jest zbliżona do masy Jowisza.